# دمیترو میخایی
دمیترو می‌خایی (اوکراینی: Дмитро Валерійович Міхай؛ زادهٔ ۲۷ فوریهٔ ۱۹۹۰) ورزشکار روئینگ اهل اوکراین است.
وی در مسابقات کشوری و بین‌المللی در مجموع برندهٔ ۲ مدال طلا، ۳ مدال نقره، ۱ مدال برنز شده‌است.